# 풍정라디오
풍정라디오(風情ラジオ)은 2018년부터 2020년까지 존재하였던 대한민국 경상북도 예천군 개포면에 위치한 소출력 공동체 FM 라디오 방송국이었다.

## 연혁
- 2018년 1월 1일 가칭 풍정라디오추진위원회 결성
- 2018년 2월 1일 시험주파수 할당
- 2018년 3월 1일 풍정라디오 개국 (호출 부호 : HLMA-LF3003)
- 2018년 4월 1일 방송통신위원회 심의에 따라 정규 허가 거부가 의결됨
- 2020년 12월 31일 폐국